# Phibalomyia carteri
Phibalomyia carteri är en tvåvingeart som först beskrevs av Taylor 1917.  Phibalomyia carteri ingår i släktet Phibalomyia och familjen bromsar. Inga underarter finns listade i Catalogue of Life.